# Буфер TE
Буфер TE — широко используемый буферный раствор в биохимии и молекулярной биологии, применяемый для выделения и манипуляций с ДНК, кДНК и РНК. Название буфера является аббревиатурой от его компонентов буферного вещества Трис и ЭДТА, хелатирующего катионы металлов, например, Mg2+. Буфер ТЕ используют для растворения ДНК или РНК и предотвращения деградации нуклеиновой кислоты.

## Состав
Однократный буфер состоит из:
- 10 мМ Трис pH которого доведен до 8,0 раствором соляной кислоты
- 1 мМ ЭДТА

Для приготовления 100 мл раствора буфера ТЕ используют деионизованную воду, 1 мл 1 M Tris-HCl pH 8,0 и 200 мкл 0,5 М ЭДТА.
Для работы с РНК обычно используют раствор рН 7,5, для работы с ДНК рН 8,0.
Геномную и плазмидную ДНК хранят в буфере ТЕ короткое время при 4 °C, или длительно при −20 — −80 °C. Многократное замораживание и размораживание не рекомендуется.